# St. Philippus und Jakobus (Broich)

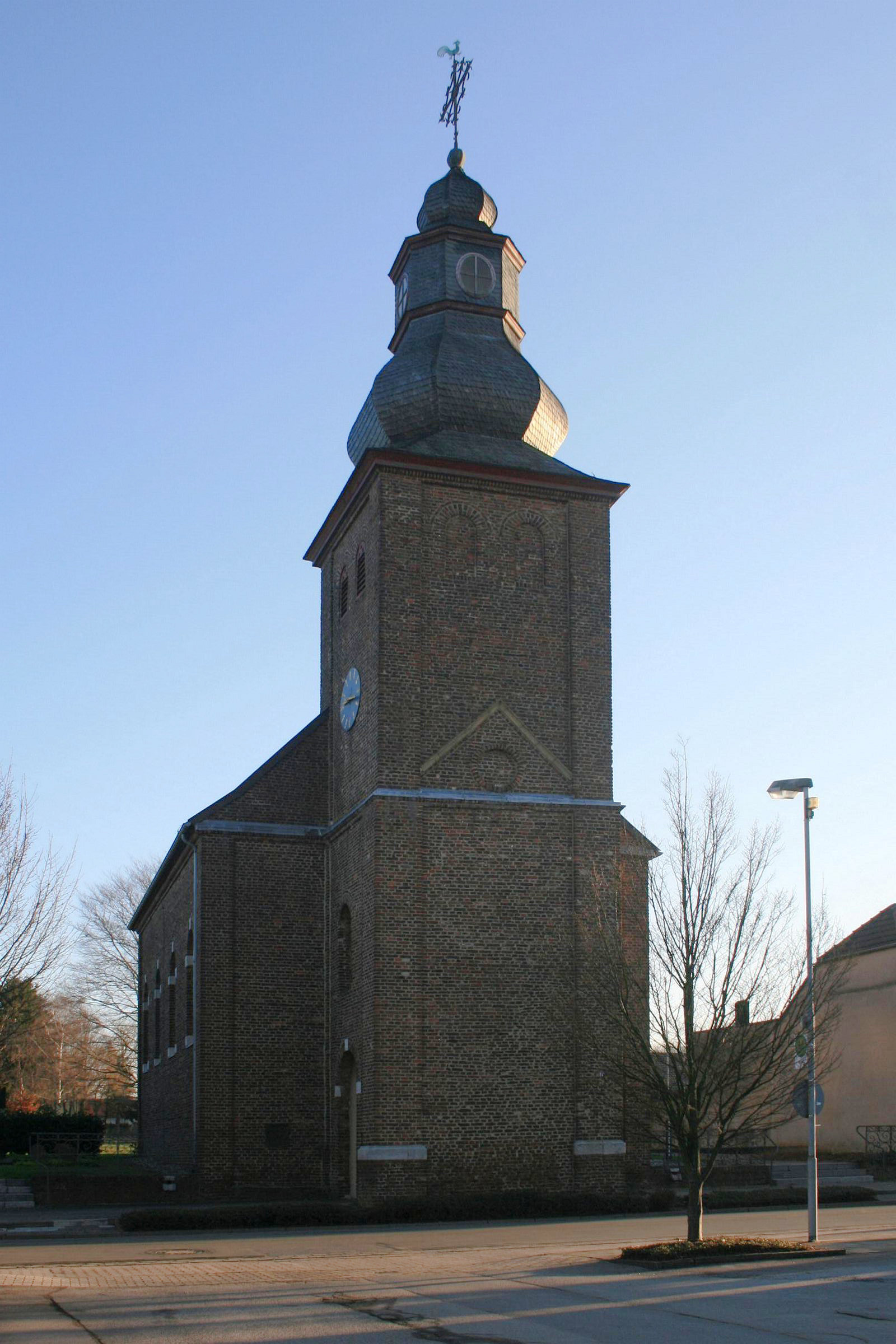
St. Philippus und Jakobus in Broich

St. Philippus und Jakobus ist die römisch-katholische Filialkirche des Jülicher Stadtteils Broich im Kreis Düren in Nordrhein-Westfalen.
Die Kirche ist unter Nummer 56 in die Denkmalliste der Stadt Jülich eingetragen.

## Geschichte
Ein Gotteshaus in Broich wurde das erste Mal 1377 urkundlich erwähnt. Von dieser ersten Kapelle ist heute nichts mehr bekannt. Im Jahr 1804 wurde Broich eigenständige Pfarrgemeinde. Die heutige Kirche wurde im Jahr 1781 im Baustil des Barock als einschiffige Saalkirche mit vorgelagertem Glockenturm mit Zwiebelhaube im Westen und dreiseitig geschlossenem Chor im Osten errichtet. Die Konsekration erfolgte allerdings erst am 27. Mai 1853 durch den Kölner Weihbischof Baudri. Im Altar der Pfarrkirche wurden Reliquien der hl. Ursula und der Märtyrer Abdon und Sennen eingelegt und versiegelt. Die Kirche wurde den hl. Aposteln Philippus und Jakobus geweiht. Im Zweiten Weltkrieg wurde die Kirche sehr stark beschädigt. Der Turm stürzte bis auf das Untergeschoss ein. 1949 wurde das Gotteshaus genau so wieder aufgebaut, wie es vor dem Krieg aussah.
In den Jahren 2002 bis 2003 wurde die Kirche neu gestaltet. Kirche und Altarraum haben ebenso eine Neugestaltung im Jahr 2013 erhalten.
Bis zum 31. Dezember 2012 war Broich eigenständige Pfarrgemeinde. Am 1. Januar 2013 wurde die Pfarre mit 13 weiteren ehemaligen Pfarreien zur Pfarre Heilig Geist Jülich fusioniert.

## Orgel
Die zweimanualige Orgel der Kirche stammt von der Firma Orgelbau Romanus Seifert & Sohn Kevelaer und hat folgende Disposition:
| Pedal |                       |     |
| 1.    | Subbass               | 16′ |
| 2.    | Oktavbass             | 8′  |
| 3.    | Gedacktbass (= Nr. 1) | 8′  |
| 4.    | Choralbass (= Nr. 2)  | 4′  |
| 5.    | Flachflöte            | 2′  |

| I Manual |                |    |
| 8.       | Principal      | 8′ |
| 9.       | Spitzgamba     | 8′ |
| 10.      | Metallflöte    | 4′ |
| 11.      | Principcal     | 2′ |
| 12.      | Sesquialter II |    |
| 13.      | Mixtur IV      |    |

| II Manual |                  |       |
| 16.       | Lieblich Gedackt | 8′    |
| 17.       | Principal        | 4′    |
| 18.       | Nachthorn        | 2′    |
| 19.       | Spitzquinte      | 1 ⁄3′ |
| 20.       | Schalmei         | 8′    |
|           | Tremolo          |       |

Koppeln: II/I, Sub II/I, I/P, II/P.

## Glocken
Im Kirchturm von St. Philippus und Jakobus befinden sich 3 Läuteglocken.
| Nr. | Name                                      | Durchmesser (in mm) | Schlagton | Gussjahr |
| --- | ----------------------------------------- | ------------------- | --------- | -------- |
| 1   | Hl. Philippus & Hl. Jakobus (Totenglocke) | ~900                | a         | 1958     |
| 2   | „Pommerer Glocke“                         | ~740                | c         | 1591     |
| 3   | St. Apollonia                             | ~670                | d         | 1952     |

Die Glocken von St. Philippus und Jakobus laden zum Gebet und zum Gottesdienst ein. Täglich ruft „St. Apollonia“ zum Angelusgebet um 7/12/19 Uhr ein. Der Sonntag wird am Samstagabend um 19.00 Uhr feierlich durch die Kirchenglocken eingeläutet. Im Gedenken an die Sterbestunde Christi läutet Glocke 1 freitags um 15.00 Uhr.

### Profanes Geläut
Der Uhrschlag, als profanes Zeichen, erfolgt in St. Philippus und Jakobus zur halben und vollen Stunde über Glocke 1.

### Geläut zum Taufakt
Während des Taufaktes „Ich taufe dich im Namen des +Vaters…“ erklingt für wenige Minuten das Plenum der Kirche. Es soll ein hörbares Zeichen sein, dass ein Mensch in die Gemeinschaft der Christen aufgenommen wurde.

### Totenläuten
Beim Eintreten einer Todesnachricht erfolgt – über den Sakristan – in kürzester Zeit das sogenannte „Totenläuten“. Es soll als Zeichen für den Tod eines Gemeindemitgliedes sowie als Einladung zum Gebet dienen. Das Totengeläut erfolgt über Glocke 1 – der Patronatsglocke. Die Patronatsglocke erklingt ebenso zur Beerdigung der betreffenden verstorbenen Person. Beim Tod von Bischof oder Papst erfolgt ein 30-minütiges Plenum.

## Leben in der Gemeinde
Die Vielfalt verschiedener Gottesdienstformen wie Familiengottesdienste mit einem eigenen Familien-Gottesdienst-Kreis, Andachten, Prozessionen wird gepflegt. Ebenso wird in Broich der Begräbnisdienst häufiger durch Laien durchgeführt. Die Liturgie wird von ehrenamtlichen Wortgottesdienstleitern, von mehreren Lektoren und Kommunionhelfern gestaltet. Auch den Kranken wird regelmäßig jeden Monat die Kommunion nach Hause gebracht.

### Kreuzwegandachten
In der Gemeinde werden jährlich Kreuzwegandachten innerhalb der Fastenzeit gehalten.

### Mai- und Rosenkranzandachten
In St. Philippus und Jakobus ist es gute Tradition in den Marienmonaten Mai und Oktober Mai- bzw. Rosenkranzandachten zu Ehren der Gottesmutter Maria zu halten. Ebenso wird ein großer mit Blumen und Kerzen geschmückter Marienaltar aufgebaut.

## Ausstattung
In der Kirche befindet sich ein Taufbecken aus Blaustein. Zur 200-Jahr-Feier der Pfarrkirche im Jahr 1981 sowie zum Pfarrfest an Fronleichnam wurde aus dem Reinerlös Statuen aus Holz angeschafft. Es handelt sich hierbei um Statuen der Kirchenpatrone Philippus und Jakobus. Bis heute zieren die Pfarrpatrone den Altarraum der Kirche. In der Kirche befinden sich ebenso eine Marienstatue, eine Statue des hl. Sebastianus sowie der hl. Apollonia. Die Figuren der Aposteln Philippus und Jakobus wurden von dem Bildhauer Edmund Meroder geschaffen.

## Pfarrer
Folgende Priester wirkten bis zur Auflösung der Pfarre 2013 als Pastor an St. Philippus und Jakobus:
| von – bis | Name                   |
| --------- | ---------------------- |
| 1887–1900 | Grubenbecher           |
| 1900–1910 | Hugo Brühl             |
| 1910–1919 |                        |
| 1919–1936 | Johann Göbbels         |
| 1936–1947 | Eduard Meyer           |
| 1947–1961 | Johannes Nießen        |
| 1961–1966 | Peter Bach             |
| 1966–1980 | Nikolaus van der Molen |
| 1980–1981 | Siegfried Pletz        |
| 1981–1984 | Josef Jansen           |
| 1984–1989 | Christian Ahlbach      |
| 1989–1989 | Hans-Peter Jeandreé    |
| 1990–?    | Alfred Bergrath        |